# 진송
진송(秦松, ? - ?)은 중국 후한 말 손책 휘하의 모사로 자는 문표(文表)이며 서주 광릉군 사람이다.

## 행적
동향인 장굉, 진단과 함께, 손책을 모셔 장소와 함께 그 모주가 되었다. 손책이 오군에 있을 때 장소, 장굉과 함께 손책의 상빈으로써 함께 마땅히 무력으로써 사해를 다스려 평정해야 한다고 논하고 있다가, 당시 어려 말석에 앉은 육적에게 질책을 받았다.
건안 7년(202년), 조조가 손권에게 임자(지방관의 아들을 서울에서 일하게 하는 것, 혹은 그 아들)를 요구하자 손권은 신하들과 회의를 열었는데, 진송은 장소 등과 함께 아무 말도 하지 못했고, 손권의 속마음과 주유의 주장이 일치하여 손권은 임자를 보내지 않았다.
요절했다.

## 같이 보기
- 삼국지 인물 목록